# Kasserota pupillata
Kasserota pupillata är en insektsart som först beskrevs av Stsl 1863.  Kasserota pupillata ingår i släktet Kasserota och familjen Lophopidae. Inga underarter finns listade i Catalogue of Life.